# Јесења скривалица
Јесења скривалица (лат. Hipparchia statilinus) врста је лептира из породице шаренаца (лат. Nymphalidae).

## Опис врсте
Лако се разликује од осталих скривалица.  Адулти су активни од јула до септембра.
Врста презимљава у стадијуму гусенице, и то пре првог пресвлачења.Као и остале гусенице које се хране травама, јесења скривалица је ситна и здепаста. Главена капсула је шира од тела, светло смеђа и уздужно маркирана нешто тамнијим пругама. Нема великог контраста. Основна боја интегумента је веома бледо смеђа, а тамније линије позициониране су латерално. На задњем крају тела уочљиво је каудално сужење.

## Распрострањење и станиште
Локална је на топлим, сувим стаништима какви су камењари и ређи жбуњаци, али и пешчаре. Насељава већи део Европе, при чему се највише држи медитеранских крајева. 

## Биљке хранитељке
Храни се класачом (Bromus erectus) и другим травама.